# Filippa d'Antiochia
Filippa d'Antiochia (1148 – 1178) è stata una nobile del principato di Antiochia, sorella del principe Boemondo III.

## Biografia
Era la figlia minore dei principi Costanza d'Antiochia e Raimondo di Poitiers, e nacque attorno al 1148. Nel 1166 divenne l'amante del futuro imperatore bizantino Andronico I Comneno quando questi si recò in visita ad Antiochia di Siria in veste di governatore della Cilicia.
Forse per troncare la sua relazione con Andronico, venne poco dopo data in sposa al potente signore ierosolimitano Umfredo II di Toron, come sua seconda moglie. I due non ebbero figli, e morirono a poca distanza l'uno dall'altro tra il 1178 e il 1179. La morte di Filippa è confermata da una donazione del 1181 del fratello, il principe di Antiochia Boemondo III, alla chiesa di Santa Maria di Josafat, dove è specificato che sono sepolti i genitori e la sorella.

## Ascendenza
|                          |                            |                             | Genitori               |  |  | Nonni |  |  | Bisnonni               |  |  | Trisnonni            |  |
|                          |                            |                             |                        |  |  |       |  |  | Boemondo I d'Antiochia |  |  | Roberto il Guiscardo |  |
|                          |                            |                             |                        |  |  |       |  |  | Boemondo I d'Antiochia |  |  | Roberto il Guiscardo |  |
|                          |                            | Alberada di Buonalbergo     |                        |  |  |       |  |  | Boemondo I d'Antiochia |  |  |                      |  |
| Boemondo II d'Antiochia  |                            |                             |                        |  |  |       |  |  | Boemondo I d'Antiochia |  |  |                      |  |
|                          |                            | Costanza di Francia         | Filippo I di Francia   |  |  |       |  |  |                        |  |  |                      |  |
|                          |                            | Costanza di Francia         | Filippo I di Francia   |  |  |       |  |  |                        |  |  |                      |  |
|                          |                            | Costanza di Francia         | Berta d'Olanda         |  |  |       |  |  |                        |  |  |                      |  |
| Costanza d'Antiochia     |                            | Costanza di Francia         |                        |  |  |       |  |  |                        |  |  |                      |  |
|                          |                            | Baldovino II di Gerusalemme | Ugo I di Rethel        |  |  |       |  |  |                        |  |  |                      |  |
|                          |                            | Baldovino II di Gerusalemme | Ugo I di Rethel        |  |  |       |  |  |                        |  |  |                      |  |
|                          |                            | Baldovino II di Gerusalemme | Melisenda di Montlhéry |  |  |       |  |  |                        |  |  |                      |  |
| Alice di Antiochia       |                            | Baldovino II di Gerusalemme |                        |  |  |       |  |  |                        |  |  |                      |  |
|                          |                            | Morfia di Melitene          | Gabriele di Melitene   |  |  |       |  |  |                        |  |  |                      |  |
|                          |                            | Morfia di Melitene          | Gabriele di Melitene   |  |  |       |  |  |                        |  |  |                      |  |
|                          |                            | Morfia di Melitene          | principessa d'Armenia  |  |  |       |  |  |                        |  |  |                      |  |
| Filippa d'Antiochia      |                            | Morfia di Melitene          |                        |  |  |       |  |  |                        |  |  |                      |  |
|                          | Guglielmo VIII d'Aquitania | Guglielmo V di Aquitania    |                        |  |  |       |  |  |                        |  |  |                      |  |
|                          | Guglielmo VIII d'Aquitania | Guglielmo V di Aquitania    |                        |  |  |       |  |  |                        |  |  |                      |  |
|                          | Guglielmo VIII d'Aquitania | Agnese di Borgogna          |                        |  |  |       |  |  |                        |  |  |                      |  |
| Guglielmo IX d'Aquitania | Guglielmo VIII d'Aquitania |                             |                        |  |  |       |  |  |                        |  |  |                      |  |
|                          |                            | Hildegarda di Borgogna      | Roberto I di Borgogna  |  |  |       |  |  |                        |  |  |                      |  |
|                          |                            | Hildegarda di Borgogna      | Roberto I di Borgogna  |  |  |       |  |  |                        |  |  |                      |  |
|                          |                            | Hildegarda di Borgogna      | Ermengarda d'Angiò     |  |  |       |  |  |                        |  |  |                      |  |
| Raimondo di Poitiers     |                            | Hildegarda di Borgogna      |                        |  |  |       |  |  |                        |  |  |                      |  |
|                          |                            | Guglielmo IV di Tolosa      | Ponzio II di Tolosa    |  |  |       |  |  |                        |  |  |                      |  |
|                          |                            | Guglielmo IV di Tolosa      | Ponzio II di Tolosa    |  |  |       |  |  |                        |  |  |                      |  |
|                          |                            | Guglielmo IV di Tolosa      | Almodis de La Marche   |  |  |       |  |  |                        |  |  |                      |  |
| Filippa di Tolosa        |                            | Guglielmo IV di Tolosa      |                        |  |  |       |  |  |                        |  |  |                      |  |
|                          |                            | Emma di Mortain             | …                      |  |  |       |  |  |                        |  |  |                      |  |
|                          |                            | Emma di Mortain             | …                      |  |  |       |  |  |                        |  |  |                      |  |
|                          |                            | Emma di Mortain             | …                      |  |  |       |  |  |                        |  |  |                      |  |
|                          |                            | Emma di Mortain             |                        |  |  |       |  |  |                        |  |  |                      |  |